# Мата (Балтачевський район)
Мата́ (рос. Мата, башк. Маты) — присілок у складі Балтачевського району Башкортостану, Росія. Входить до складу Штандинської сільської ради.
Населення — 407 осіб (2010; 475 у 2002).
Національний склад:
- башкири — 98 %